# Bruce Fraser
Bruce Fraser, britanski admiral flote, * 5. februar 1888, London, Anglija, † 12. februar 1981, London, Anglija.
Med drugo svetovno vojno je bil poveljnik Britanske domače flote, zaslužen za potopitev nemške vojne ladje Scharnhorst. Od 1944 je bil poveljnik Britanske daljnovzhodne flote. Po končani drugi svetovni vojni je bil navzoč pri podpisu brezpogojne vdaje japonskih oboroženih sil. Po končani vojni je postal prvi kraljevi adjutant in prvi lord admiralitete. Konec leta 1950 se je umaknil iz aktivne službe.